# La Bazouge-de-Chemeré
La Bazouge-de-Chemeré là một xã thuộc tỉnh Mayenne trong vùng Pays de la Loire tây bắc nước Pháp. Xã này nằm ở khu vực có độ cao trung bình 98 mét trên mực nước biển.
Sông Vaige tạo thành một phần ranh giới phía bắc, sau đó chảy theo hướng nam qua thị trấn.